# Sosta (alpinismo)

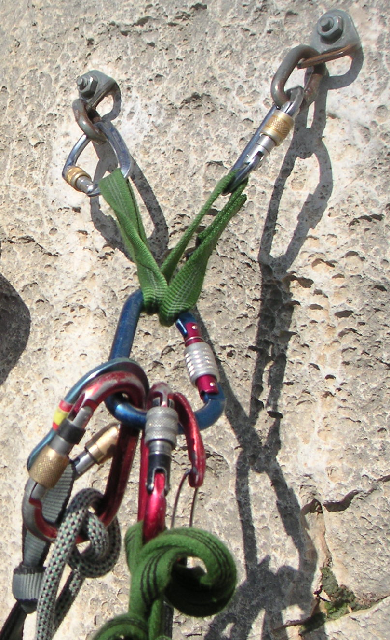
Sosta su due spit

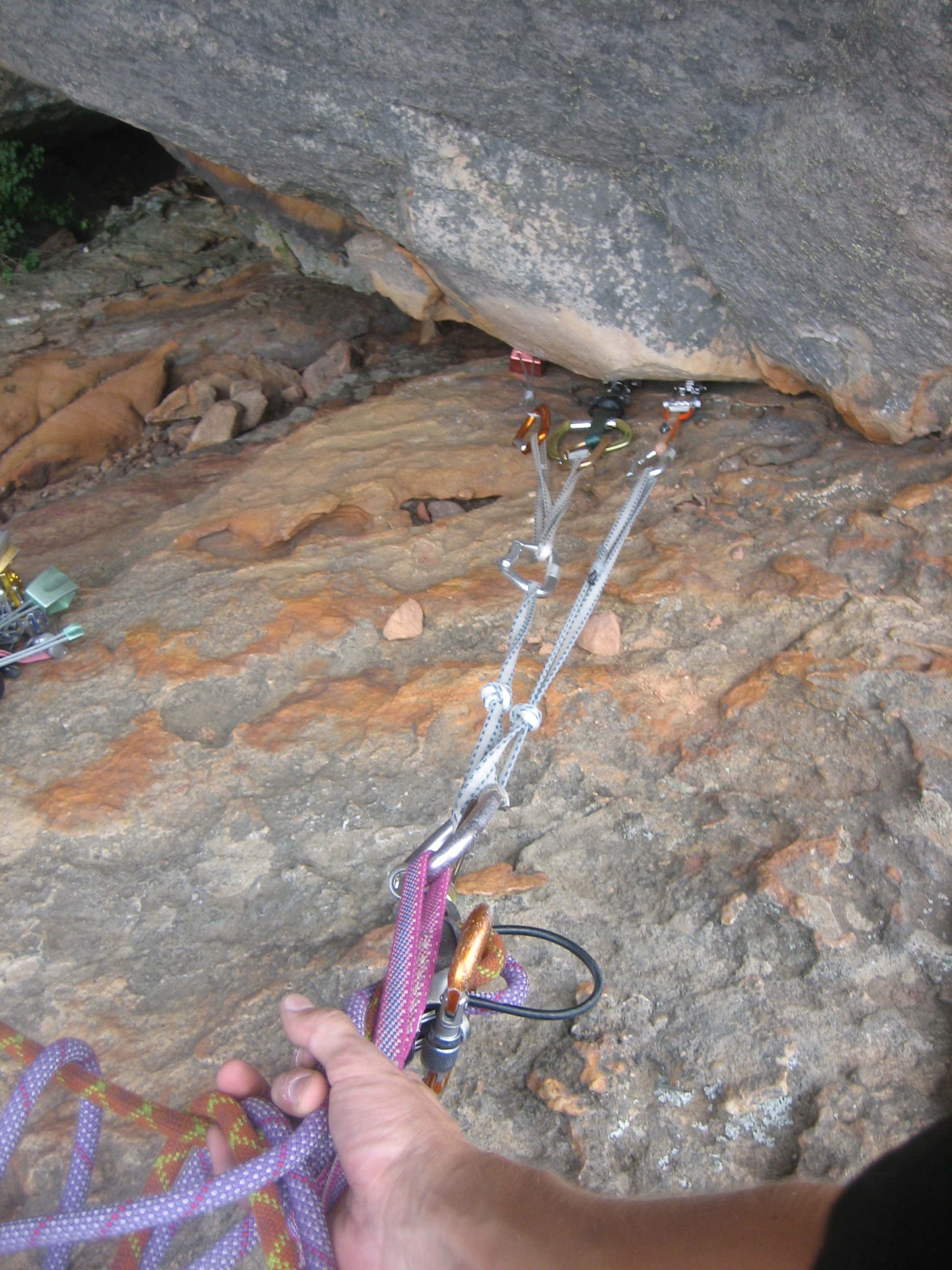
Sosta su tre punti di ancoraggio (friend e nut)

La sosta è, in arrampicata e alpinismo, un insieme di punti di ancoraggio tra loro opportunamente collegati, utilizzati per l'assicurazione della cordata durante la sua progressione su una parete. Deve quindi essere un punto di massima sicurezza costruito su almeno due punti di ancoraggio e per una arrampicata sicura è condizione necessaria che sulla parete vi siano già (o si possano predisporre) delle buone soste. 
In particolare, la sosta deve garantire il massimo di sicurezza possibile: si tratta infatti del vincolo che lega la cordata alla parete. In caso di un suo cedimento, le conseguenze possono essere disastrose.

## Tipologie di sosta
In alpinismo ed arrampicata esistono diversi modi di effettuare una sosta per assicurazione. La principale distinzione si basa su come vengono collegati tra loro i punti di ancoraggio: in parallelo od in serie. Comunemente si ritiene che la sosta in parallelo, ripartendo il carico su più punti in maniera uniforme, sia più sicura e migliore di quella in serie, che scarica le forze su solo punto, ma non sono mai stati effettuati test pratici al riguardo: i vantaggi della sosta in parallelo, per quanto concerne questo argomento, quindi, non sono ben definiti; è allo stesso tempo evidente che nel caso di cedimento di uno degli ancoraggi di una sosta in parallelo i punti rimanenti ed il cordino di collegamento saranno sottoposti a sollecitazioni molto forti, che non hanno tale intensità nel caso della sosta in serie.
Nella realizzazione di una sosta è sempre opportuno utilizzare moschettoni a ghiera per il collegamento del cordino o della fettuccia ai punti di ancoraggio, per ovviare a possibili aperture della leva del moschettone. Nel caso si utilizzi un cordino bisogna chiuderlo ad anello con un doppio o triplo nodo inglese; se il cordino è in kevlar, il nodo deve essere obbligatoriamente triplo. Se il cordino è in nylon è opportuno che il suo diametro sia almeno di 7 mm (con carico di rottura totale di 2000 daN circa).
Gli unici casi in cui si infila il cordino o la fettuccia direttamente nei punti di ancoraggio, senza moschettoni di collegamento, sono la sosta da attrezzare per la discesa in corda doppia e la sosta di abbandono.
Le soste in parallelo sono comunque quelle che vengono più frequentemente eseguite nonché insegnate nei corsi di alpinismo delle scuole C.A.I..

### Soste in parallelo
Esistono tre tipi di soste in parallelo:
- sosta mobile: il carico viene distribuito in modo uniforme su tutti gli ancoraggi indipendentemente dalla direzione di carico. Gli ancoraggi sono collegati tramite spezzoni liberi di muoversi in ogni direzione, cosicché il carico venga trattenuto in tutte le direzioni anche in caso di ribaltamento della sosta, cioè nel caso di trazione dall'alto. La cosiddetta sosta ad asola inglobata non è altro che una tipologia di sosta mobile.
- sosta fissa: il carico viene distribuito sui singoli ancoraggi proporzionalmente alla tensione dei singoli spezzoni che la compongono. Per questo motivo la sosta fissa va costruita dopo aver stabilito la direzione di carico: da essa dipenderà la distribuzione sugli ancoraggi. Questa sosta è utilizzata in particolare nel soccorso, dove i carichi sono notevoli.
- sosta semimobile: è una via di mezzo tra i due tipi precedenti; i carichi vengono relativamente distribuiti tra i singoli ancoraggi, ma la direzione di applicazione della forza è unica.

#### La sosta mobile
La sosta mobile presenta il vantaggio di poter muovere il suo vertice in varie direzioni poiché può variare la lunghezza relativa tra i suoi rami. Lo svantaggio, come citato precedentemente, è che in caso di cedimento di un ancoraggio, i rimanenti subiscono una forza violenta a strappo, inoltre la venuta meno di un ancoraggio causa una discesa repentina della sosta pari alla lunghezza del ramo il cui punto di ancoraggio ha ceduto.
La sosta mobile si può realizzare infilando l'anello di cordino o di fettuccia nei moschettoni inseriti negli occhielli dei punti di ancoraggio ed aggiungendo un moschettone al "vertice" dell'anello, ottenuto girando ad asola il ramo superiore (nel caso di due punti di ancoraggio) o quello che collega i due ancoraggi più lontani (nel caso di tre punti). Questa asola di corda risulta indispensabile se la sosta è eseguita su soli due ancoraggi: nel caso uno di questi ceda, esso evita lo sfilarsi dello spezzone di sosta dall'unico ancoraggio rimasto.
La sosta mobile è la tipologia più adatta alle attività di tipo alpinistico.

#### La sosta fissa
La sosta fissa viene realizzata su almeno due punti di ancoraggio e facendo almeno un nodo sui rami di cordino, in modo da creare delle asole chiuse, nei pressi del vertice del triangolo. Solitamente si utilizza una corda intera da 50 m ed i punti di ancoraggio sono in numero superiore a tre. Il moschettone al vertice viene chiamato attacco principale.
Questa tipologia di sosta è vantaggiosa nel caso di rottura di uno dei rami di cordino, poiché l'integrità della struttura non viene completamente compromessa, nonché nel caso di fuoriuscita di uno degli ancoraggi, poiché non vi è una sollecitazione a strappo su quelli rimanenti. Allo stesso tempo essa è però un tipo di sosta direzionale, che ripartisce il carico sugli ancoraggi in modo uniforme solamente quando la sollecitazione provenga da una ben precisa direzione: negli altri casi viene sollecitato solo uno degli ancoraggi; inoltre è molto difficile allestirla distribuendo i carichi sugli ancoraggi in misura equa; infine, in caso di ribaltamento è pressoché certo che la distribuzione dei carichi vada ad interessare uno solo degli ancoraggi, cioè quello più lontano dal corpo che sta esercitando tensione sulla corda.
Essendo praticamente impossibile prevedere con esattezza la direzione da cui proverrà l'eventuale sollecitazione, questo tipo di sosta non si utilizza né in alpinismo né in arrampicata quando si deve effettuare l'assicurazione del primo di cordata. Pertanto trova impiego solo nella realizzazione di soste per corde doppie oppure per particolari manovre di soccorso (come una calata di ferito) nelle quali si conosca a priori la direzione del carico applicato sulla sosta.

#### La sosta semimobile
La sosta semimobile viene realizzata esclusivamente su due punti di ancoraggio, facendo un nodo su ciascuna delle coppie di rami provenienti dagli ancoraggi stessi.
Essa presenta gli stessi vantaggi della sosta fissa, ovvero che il carico può essere ripartito tra i due ancoraggi (sebbene questo avvenga solo per sollecitazioni provenienti da un range di direzioni limitato) e che in caso di rottura del tratto di cordino tra il nodo ed il punto di ancoraggio, o nel caso di fuoriuscita di uno degli ancoraggi, l'integrità della struttura non viene completamente compromessa (il carico è trattenuto da un solo ramo), mentre lo strappo sull'ancoraggio rimanente è di entità inferiore rispetto a quello che si avrebbe su un'equivalente sosta dinamica (lo scorrimento del moschettone viene fermato dal nodo). Lo spazio di mobilità della sosta è definito dalla posizione dei due nodi aggiuntivi: più sono vicini al vertice, minore è l'escursione possibile del moschettone. Gli svantaggi sono che in caso di ribaltamento della sosta potrebbe lavorare solo uno dei punti di ancoraggio, che può essere realizzata solo con due ancoraggi (non tre o quattro) e che non è omnidirezionale.
Questo tipo di sosta trova applicazione nelle cosiddette soste di servizio, abbinate alla sosta fissa con lo scopo di essere utilizzate per calare persone o materiali, oppure nelle soste di abbandono, in cui non si utilizzano moschettoni per collegare il cordino agli ancoraggi ma gli spezzoni d'abbandono passano direttamente in essi permettendo di calarsi senza abbandonare sul luogo i moschettoni.

### In falesia
Nell'arrampicata sportiva, praticata in falesie di roccia, le soste sono generalmente già presenti e sono dette soste pre-attrezzate. Nella maggior parte dei casi si tratta di soste fisse a due punti di ancoraggio collegati tra loro da una catena di acciaio dotata di un apposito anello di calata (tale anello viene utilizzato per le corde doppie su vie di più tiri, o per la moulinette nel caso di monotiri).
È altresì possibile trovare una cosiddetta sosta alla francese composta semplicemente da due golfari vicini e posti asimmetricamente ad altezze diverse, non collegati in alcun modo. Sarà compito di chi scala far passare la propria corda dentro entrambi i golfari, collegando così i due punti d'ancoraggio, per poi farsi calare in totale sicurezza.
In caso di scalata in top rope, ovvero con corda dall'alto, su soste alla francese, è fondamentale attrezzare la sosta con il proprio materiale. Qualora non fosse così, il consumo dei golfari di sosta potrebbe portare al potenziale inutilizzo della sosta, con tutte le pericolose conseguenze del caso, come il cedimento di questi durante la calata o a creare pericolosi bordi taglienti per la corda.

### In alpinismo
Su terreno di montagna, non sempre si trovano soste pre-attrezzate e può essere necessario allestire ex-novo la sosta (o anche integrare con proprio materiale i punti di ancoraggio eventualmente già in loco).
Durante la progressione del capocordata, sia su roccia sia su ghiaccio, nel momento in cui la lunghezza della corda sta per volgere al termine ed egli si trova in una zona relativamente comoda, è bene che egli allestisca una sosta. La sosta servirà non solo come punto di autoassicurazione personale, ma anche come punto di assicurazione dinamica per recuperare il compagno di salita e, soprattutto, come punto di assicurazione dinamica per il successivo tiro di corda del capocordata. 
Il primo di cordata si deve autoassicurare il prima possibile ad un punto di ancoraggio; non deve incorrere nell'errore di realizzazione la sosta per assicurarvisi solo quando sia stata completata: il primo di cordata si assicura temporaneamente a un punto di ancoraggio, costruisce la sosta, si autoassicura anche al vertice di essa, ed infine stacca la precedente autoassicurazione.
Nella pratica, dunque, la sosta è anche il luogo fisico nel quale tutti i membri della cordata si ricongiungono e si autoassicurano prima che la cordata possa ripartire. Grazie ai punti di sosta è possibile percorrere in sicurezza vie di lunghezza maggiore rispetto a quella della corda a disposizione, solitamente 60 metri. Il numero di soste che vengono effettuate durante un'arrampicata designano pertanto anche i tiri di corda necessari a raggiungere la vetta.
Per costruire una buona sosta, possono risultare utili punti di ancoraggio naturali sufficientemente solidi (per esempio un albero dal tronco robusto o una clessidra) o materiali da infiggere nella roccia (chiodo da roccia) o nel ghiaccio (vite da ghiaccio). Altri eventuali punti di ancoraggio sono costituiti da attrezzi quali nuts e friends, che richiedono però una certa esperienza per il loro corretto utilizzo.